# Nola mesoscota
Nola mesoscota är en fjärilsart som beskrevs av George Francis Hampson 1909. Nola mesoscota ingår i släktet Nola och familjen trågspinnare. Inga underarter finns listade i Catalogue of Life.